# Kevi
Kevi (szerbül Кеви / Kevi) település a Vajdaságban, az Észak-bánsági körzetben, Zenta község területén, Zentától 25 km-re délnyugatra.

## Története
Kevi települést a 14. században említik először a Csík-patak mentén Kevi, illetve Kavia néven. Az első pontos adat a faluról 1522-ből származik, ekkoriban azonban Kevi még aligha lehetett több, mint a kiterjedt Dél-alföldi tanyavilág egyik központja.
A 16. századi iratokban Kevi Csongrád megyéhez tartozó településként szerepel, amely közel fekszik a Tiszához és Zentához. A török defterekben nem találkozunk Kevi nevével, ami arra utal, hogy a török időkre teljesen kipusztult a falu.
A 18.század végén már újra benépesült és a kis iparosoknak köszönhetően gyors fejlödésnek indult.
A település mellett I. Mátyás, II. Ulászló és II. Lajos királyok korából származó pénzek kerültek elő. Nyugatabbra pedig honfoglalás kori sírok is feltárásra kerültek.
A vidék fokozatos urbanizálódásával (az elektromos áramot 1953-ban, a vízvezetéket 1967–68-tól kezdték építeni) a környék lakosai fokozatosan a Tornyos–Törökfalu műút mellé telepedtek.

## Népesség

### Demográfiai változások
| 1948 | 1953 | 1961 | 1971 | 1981 | 1991 | 2002 | 2011 |
| ---- | ---- | ---- | ---- | ---- | ---- | ---- | ---- |
| 1840 | 1697 | 1438 | 1447 | 1414 | 1055 | 887  | 726  |

## Oktatás
A Keviben működő óvodába és általános iskolába évente körülbelül 9-10 gyermek iratkozik be. A helyi iskola a tornyosi Tömörkény István Általános Iskola kihelyezett tagozata. 2006-ban 29 tanulója volt. A középiskolai tanulmányaikat a fiatalok többnyire a környező településeken, Zentán, Adán, Topolyán, illetve Szabadkán végzik.

## Munkalehetőség
A lakosság nagy része mezőgazdasággal foglalkozik, ezen belül többnyire marhatenyésztéssel, tejtermeléssel, sertéshizlalással, illetve kukorica- és búzatermesztéssel. Néhány család dohánytermesztéssel tesz szert jövedelemre. Van egy mezőgazdasági társszövetkezet is a környéken, ahol szintén többen dolgoznak a faluból. Jelentős a környező mezővárosokba ingázók száma.

## Kultúra
A kulturális élet megszervezését főleg a Móra István Művelődési Egyesület vállalja fel, amelynek jelenleg mintegy 70 tagja van.
A falu egyik legnagyobb ünnepének a kenyérszentelő számít. A tavaszi ünnepségeket főleg Húsvét táján rendezik. Újabban megrendezik a Napsugaras ősz című műsort is, amely mára már szintén hagyománnyá vált, és amelyet főleg az idősebb korosztály számára szerveznek. A gyerekeket szem előtt tartva, újabban a Mikulásvárás vált az egész faluközösséget megmozgató eseménnyé. Kézimunka klub is működik a faluban, és az asszonykórus tagjai is rendszeresen összejárnak a népdalok gyakorlására, illetve előadására.
2011. szeptember 1-jén megalakult a Gyöngyvirág Magyar Néptáncoport a Móra István Művelődési Egyesület keretén belül. Az egyesületnek jelenleg 164 tagja van.